# Friedrich Anton von Heynitz

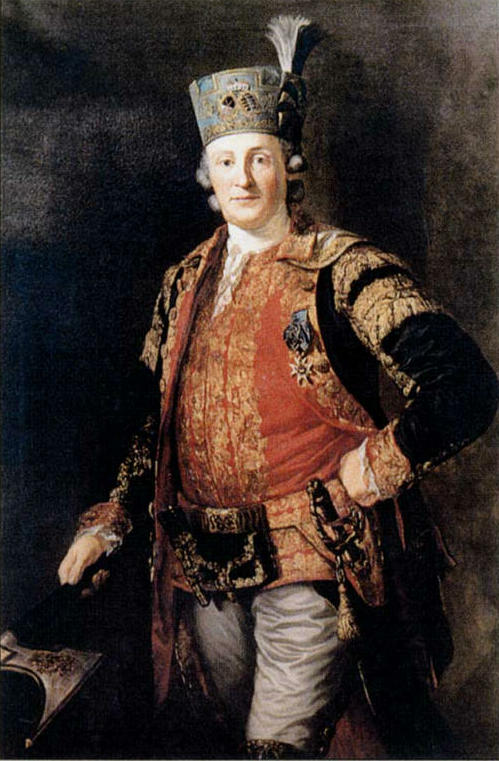
Friedrich Anton von Heynitz als sächsischer Generalbergkommissar (Gemälde aus dem Jahr 1772 von Anton Graff)

Friedrich Anton von Heynitz, auch Heinitz (* 14. Mai 1725 in Dröschkau; † 15. Mai 1802 in Berlin) war einer der Gründer der Bergakademie Freiberg und der bedeutendste preußische Staatswirt des 18. Jahrhunderts. Er gilt als Reformer des braunschweigischen Bergbaus. Seine Hauptleistung war die Reorganisation des Berg- und Hüttenwesens in Preußen.

## Leben
Von Heynitz entstammte dem meißnischen Uradel mit dem gleichnamigen Stammhaus bei Meißen aus einem Zweig, der auf dem Rittergut Dröschkau ansässig war. Sein Vater Georg Ernst von Heynitz (1692–1751) war kursächsischer Hofrat und Inspektor der Landesschule Meißen. Seine Mutter Sophie Dorothea, geborene von Hardenberg (1705–1775), ist eine Großtante des Dichters Friedrich von Hardenberg. Sein Bruder Carl Wilhelm Benno von Heynitz war kursächsischer Berghauptmann und Kurator der Bergakademie Freiberg.
Nach seiner Ausbildung an der Landesschule Pforta nahm er ein Studium der Naturwissenschaften und Forstwissenschaften in Dresden sowie des Berg-, Hütten- und Salinenwesens in Freiberg und Kösen auf. 1747 erhielt er eine Anstellung bei der braunschweigischen Bergverwaltung und wurde 1762 zum Vizeberghauptmann ernannt. Seiner Aufsicht unterstand der Bergbau des Unterharzes, den er mit der Errichtung bergmännischer Künste belebte.

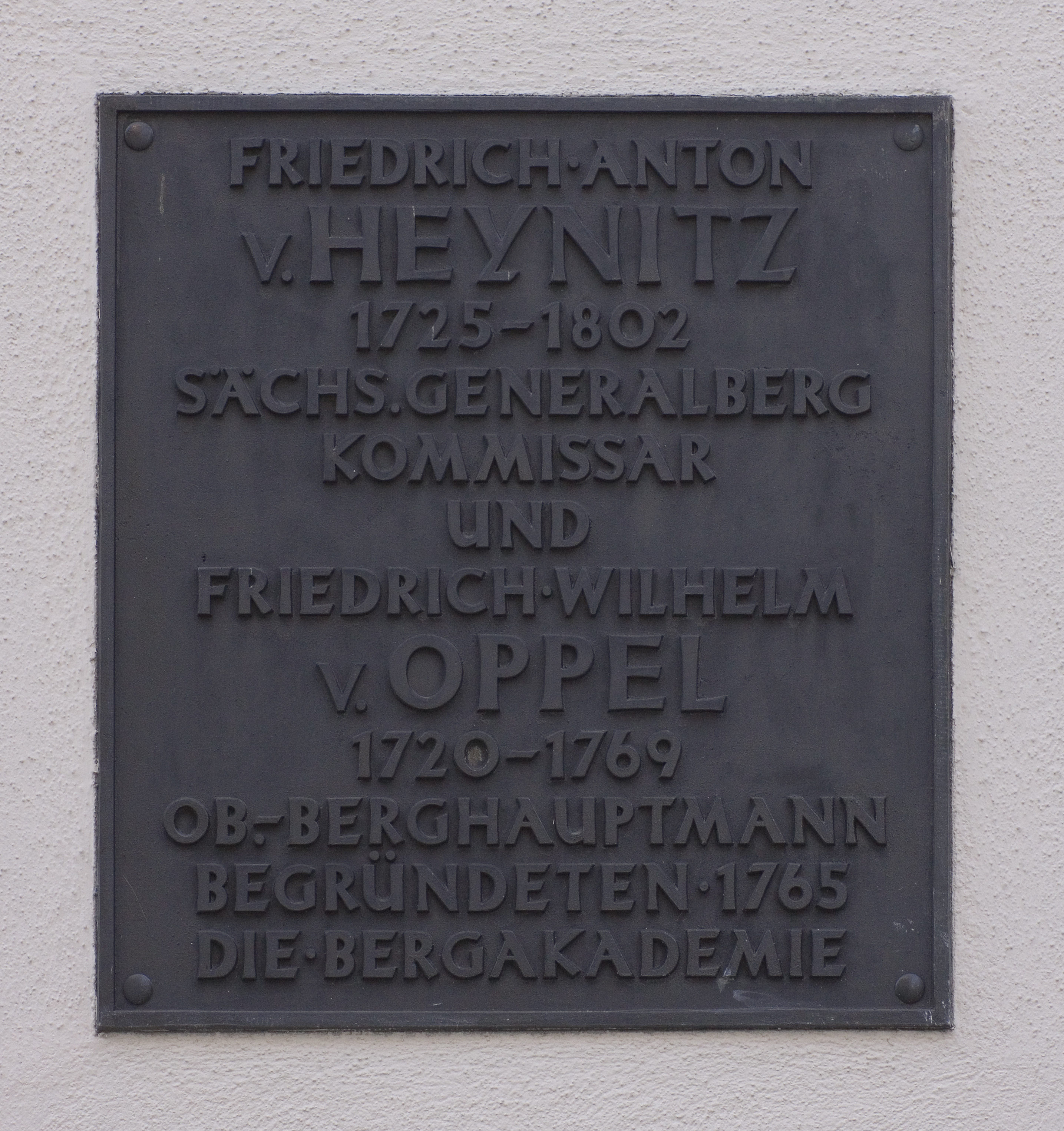
Gedenktafel in Freiberg

1764 folgte er dem Ruf des Prinzen Xaver nach Sachsen und übernahm als Generalbergkommissar die Leitung des Sächsischen Bergwesens. Ein wesentlicher Schritt seiner Reformpläne war 1765 die gemeinsam mit Friedrich Wilhelm von Oppel erfolgte Einrichtung der Bergakademie Freiberg. Wegen Diskrepanzen über die Kompetenzen der 1772 von ihm gegründeten kursächsischen Salinendirektion legte er am 4. Oktober 1774 sein Amt nieder.
1777 wechselte Heynitz nach Preußen, Friedrich II. ernannte ihn am 9. September zum Etats-, Kriegs- und dirigierenden Minister und Oberberghauptmann. Hier erhielt Heynitz umfangreiche Freiheiten, die für die Umsetzung seiner Pläne erforderlich waren. Neben dem Bergwerks- und Hüttendepartement leitete Heynitz zeitweilig noch weitere Departements, so auch zwischen 1786 und 1796 das Salzdepartement.
Einer seiner ersten Schritte war 1778 eine Reform der seit 1770 bestehenden Bergakademie Berlin. Heynitz rief seinen Neffen Friedrich Wilhelm von Reden nach Berlin und übertrug ihm 1779 die Leitung des schlesischen Berg- und Hüttenwesens. Heynitz förderte den jungen Freiherr von Stein, der 1780 beim Bergwerks- und Hüttendepartment des Generaldirektoriums angestellt wurde, dann eine Fachausbildung, zum Teil an der kursächsischen Bergakademie in Freiberg, absolvierte und ausgedehnte Dienstreisen mit dem Minister unternahm, ehe er 1784 eine selbständige Position im preußischen Teil Westfalens übernahm.
Zunächst bereiste von Heynitz das Land und machte sich ein umfassendes Bild vom Zustand der Bergwerke und Hütten Preußens. Er ordnete eine systematische Untersuchung an. 1792 ließ er zu diesen Zwecken auch den jungen Alexander von Humboldt als Bergassessor anstellen. Neben einer Umstrukturierung der Bergverwaltung ließ er Bergbauhilfskassen anlegen und die bestehenden Knappschaftskassen verbessern. Der Bau der ersten deutschen Dampfmaschine im Jahre 1783 nach Wattscher Bauart wurde durch ihn mit Billigung des Königs Friedrich von Preußen gefördert. Durch die Errichtung von Chausseen, Wasserstraßen und den ersten Schienenbahnen erfolgte eine Verbesserung der Verkehrswege zu den Bergwerken, Hütten und Fabriken, als Beispiele seien hier der Klodnitzkanal und der Rauendahler Schiebeweg genannt. Neben dem Bergbau galt seine besondere Förderung auch den Eisenhämmern, Stahl- und Messingwerken Preußens und der Königlichen Porzellan-Manufaktur Berlin.
Einer seiner größten Erfolge war die zusammen mit Reden erfolgte Modernisierung des nach den Kriegen darniederliegenden Bergbau- und Hüttenwesens in Schlesien. Es kam zur Gründung neuer Eisenhütten, wie der Friedrichshütte, Königshütte und der Gleiwitzer Hütte. Der stillgelegte Erzbergbau in Tarnowitz wurde wieder aufgenommen und dort 1798 die erste Dampfmaschine im Bergbau eingeführt. Nachdem 1789 auf den Hütten mit Versuchen zur Befeuerung der Hochöfen mit Koks begonnen worden war, ging 1796 in Gleiwitz der erste Kokshochofen Europas in Betrieb.

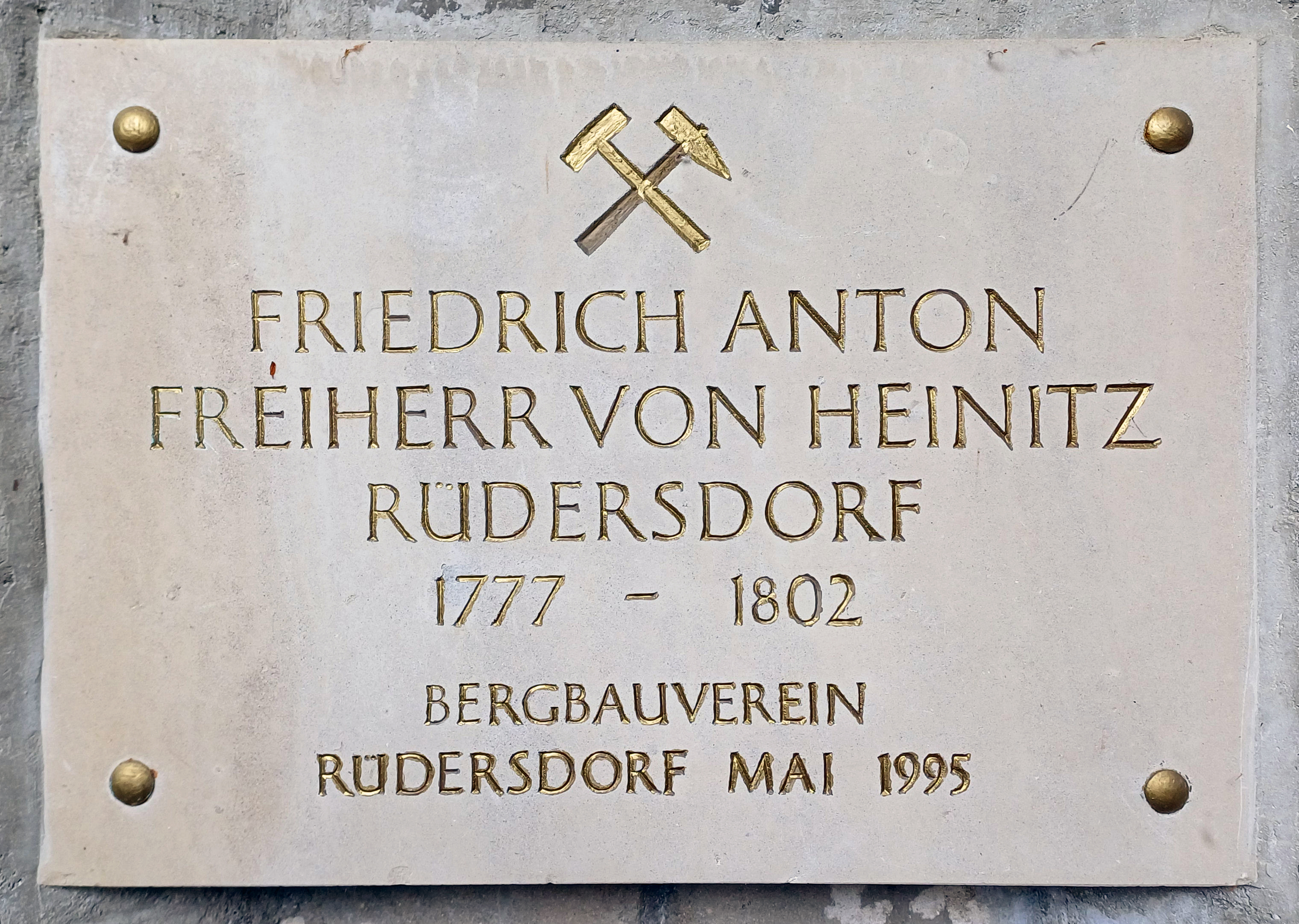
Gedenktafel im Museumspark Rüdersdorf

1786 wird von Heynitz akademischer Kurator der Berliner Kunstakademie, reformierte die daniederliegende Kunstakademie und gab ihr 1790 eine neue Verfassung. Trotz Jahrzehnten der Vernachlässigung der Akademie und des Verfalls der Kunst in Preußen gab es unter den in Berlin ansässigen Künstlern viele, allen voran Daniel Chodowiecki, die an einer Renaissance der Kunst und der Wiederbelebung einer, dem „höheren Zweck“ dienenden Akademie interessiert waren. Unter von Heynitz wurden, nach Jahrzehnten mit nur sporadischen Versammlungen, wöchentliche Treffen sowie monatliche, vierteljährliche und jährliche Konferenzen ins Leben gerufen. Er gilt damit als „Wiederhersteller und zweiter Schöpfer“ der Kunstakademie.
Heynitz verfolgte mit der Neugründung der Kunstakademie von Beginn an eine Doppelstrategie: Einerseits wollte er die Akademie, wie mit Friedrich II. vereinbart, als wirtschaftspolitische Dienstleistungsagentur für den preußischen Staat einrichten. Neben dem künstlerischen Nachwuchs sollte die Akademie in Zukunft vor allem Handwerker, Warenproduzenten und Manufakturisten ausbilden und eine Vielzahl weiterer Maßnahmen initiieren, um die preußische „National-Industrie“ vom Ausland unabhängig zu machen, ihre Konkurrenzfähigkeit zu erhöhen und „die Kunst zur wichtigen Quelle eines erträglichen Finanzzustandes“ der preußische Monarchie zu machen. An verschiedenen Orten wurden der Akademie unterstehende Kunst- und Handwerksschulen eingerichtet. Insgesamt wurde das gesamte künstlerische Schaffen in Preußen der Akademie unterstellt. Als Lehreinrichtung unterrichtete sie Malerei, Bildhauerkunst, Architektur, mechanische Wissenschaften, Kupferstecherkunst, Formenschneidekunst, Komposition, Landschaftsmalerei und Prospektzeichnung und Zeichnen »nach dem Leben«.
Andererseits verfolgte Heynitz eine viel weiterführendere Zielsetzung. Er wollte die Akademie als Vereinigung der vorzüglichsten Künstler, die gemeinsam forschen, diskutieren und lernen, um die Künste zu vervollkommnen, wieder erstehen lassen. Vorbild war dabei die griechische Tradition, die neue Akademie wurde ein Ort des platonischen Dialogs. Immer wieder wies Heynitz auf „den Endzweck der Akademie“ hin, der darin bestehe, „über einheimische sowohl als fremde Kunstsachen ein begründetes und richtiges Urteil zu fällen“. Die Reform der Akademie war für Heynitz ein Meilenstein auf dem Weg hin zu einem „umfassenden Bewußtseinswandel“ der gesamten Bevölkerung, sie sollte ein „Gefühl für das Schöne“ verbreiten.
Heynitz wurde 1791 auf Grund seiner Verdienste der Schwarze Adlerorden verliehen. 1792 wurde er Ehrenmitglied der Preußischen Akademie der Wissenschaften. und auch an der Gründung der Berliner Bauakademie 1798 war er beteiligt.
Der rastlose Minister und Oberberghauptmann blieb bis zu seinem Tode im Amt, zu seinem Nachfolger wurde Friedrich Wilhelm von Reden ernannt. Als Kurator der Kunst- und Bauakademie in Berlin, folgte im von 1803 bis 1805 Karl August Fürst von Hardenberg.
Am 15. Mai 1802 verstarb Friedrich Anton von Heynitz im Alter von 77 Jahren in Berlin. Er wurde in der Stadtpfarrkirche St. Bartholomäus zu Belgern beigesetzt.

## Familie
Heynitz war in erster Ehe verheiratet mit Eleonore Magdalene Juliane von Rheden (1735–1769) und danach mit Julie verw. von Adelsheim geb. von Wreeden. Aus beiden Ehen gingen keine männlichen Erben hervor.

## Ehrungen
- Ihm zu Ehren wurden Gruben (z. B. Heinitzgrube), andere bergmännische Bauten sowie Straßen benannt.
- Eines der Hauptkohlenflöze Oberschlesiens trug den Namen Heynitzflöz.
- Bei Neunkirchen im Saarland wurden der 1847 angelegte Heinitzstollen und der angrenzende Ortsteil Heinitz nach von Heynitz benannt.
- Bereits seit 1795 trägt ein Polder im Rheiderland in Ostfriesland seinen Namen.
- In Rüdersdorf wurde ein durch den dortigen Tagebau entstandener See nach Heynitz benannt, der in den 1970er Jahren dem fortschreitenden Tagebau zum Opfer fiel. Das örtliche Gymnasium trägt den Namen „Friedrich-Anton-von-Heinitz-Gymnasium“.

## Werke (Auswahl)
- Essai D'Économie Politique. Decker, Bale 1785. (Digitalisat)
- Mémoire Sur Les Produits Du Règne Minéral De La Monarchie Prussienne Et Sur Les Moyens De Cultiver Cette Branche De L'Économie Politique. Decker, Berlin 1786. (Digitalisat)
- Abhandlung über die Produkte des Mineralreichs in den Königlich-Preussischen Staaten, und über die Mittel, diesen Zweig des Staats-Haushaltes immer mehr empor zu bringen. Decker, Berlin 1886. (Digitalisat)
- Tabellen über die Staatswirthschaft eines europäischen Staates der vierten Größe: nebst Betrachtungen über dieselben. Heinsius, Leipzig 1886. (Digitalisat)